# Wozokilometr
Wozokilometr (wkm) – stosowana zwyczajowo w transporcie kołowym jednostka miary długości drogi wykonanej przez środki transportu (wozy) w określonym czasie (np. doby, miesiąca, roku, wybranego kursu itp.), odpowiadająca kilometrowi – uwielokrotnionej podstawowej jednostce długości układu SI.
Przykład: Dana autobusowa linia komunikacyjna transportu miejskiego ma trasę długości 10 km, która jest obsługiwana przez 2 autobusy (wozy), z których każdy wykonuje na dobę po 36 kursów.
10 km · 36 kursów = 360 km
360 km · 2 wozy = 720 wkm
Dobowa długość drogi tej linii wynosi 720 wozokilometrów.
Jednostka wykorzystywana w działaniach statystycznych (w tym w zestawieniach danych eksploatacyjnych rozkładów jazdy w transporcie pasażerskim, często z dodatkowym podziałem: na typy taboru, jednostki terytorialne), ekonomicznych, a także dla potrzeb planowania, gospodarki materiałowej, itp.; niekiedy jako punkt odniesienia dla innych wyliczeń dotyczących przewozu osób i towarów, zwłaszcza kosztowych, bądź składowa ich algorytmów.
Jednostka – jako kryterium obiektywne, relatywnie współmierne do kosztów – stanowi zwykle podstawę rozliczeń przewoźników ze zleceniodawcami określonych zadań przewozowych. W związku z tym wozokilometry (w praktyce stosowane zamiennie z określeniem kursu) można podzielić na:
- handlowe (w transporcie miejskim określane często jako liniowe) – zazwyczaj wykonywane z ładunkiem (osobowym lub towarowym), stąd równoważne pracy przewozowej, stanowią podstawę rozliczenia;
- dojazdowe (tzw. puste przebiegi, kursy: luzem, solowe, wolne; w transporcie miejskim określane również jako włączeniowe) – wszystkie inne niż handlowe, jednak bezpośrednio niezbędne do wykonania pracy przewozowej, np. dojazd pojazdu z bazy do ustalonego punktu załadunkowego i odwrotnie (ostatnie zwane również zjazdowe); rozliczenie wozokilometrów dojazdowych na ogół następuje według odmiennego od wozokilometrów hadlowych kryterium cenowego (tzn. po niższej stawce lub koszty wozokilometrów dojazdowych przewoźnik kalkuluje w kosztach ogólnych zlecenia przewozowego);
- techniczne (gospodarcze) – wykonywane z inicjatywy przewoźnika, służące zwykle jego potrzebom i stanowiące jego koszt, ale wymagane dla prowadzonej działalności, zwłaszcza w zakresie utrzymania właściwego stanu techniczno-eksploatacyjnego środków transportu (produkcji), np. dojazdy do serwisu, stacji paliw, czyli pośrednio niezbędne do wykonania pracy przewozowej; do wozokilometrów technicznych należy zaliczyć także wozokilometry wykonane w sytuacjach awaryjnych, np. w razie wymiany (podmiany) w przypadku defektu na trasie pojazdu (wozu) realizującego zlecenie przewozowe.

Można ponadto wyróżnić wozokilometry specjalne, do których zalicza się wozokilometry wykonane w sytuacjach nadzwyczajnych (np. w czasie klęsk żywiołowych), jak też dla indywidualnie wysegregowanych zleceń przewozowych, nietypowych dla danego przewoźnika czy istotnie odbiegających od jego podstawowej działalności, choć de facto będą one opatrzonymi dodatkowymi cechami wozokilometrów handlowych (praca przewozowa, wprawdzie specyficzna, ale zostanie wykonana) lub dojazdowych.
Przewoźnicy dla własnych potrzeb rozliczeń kształtują również inne podziały wozokilometrów, definiując je np.: jako planowane, wykonane itp., stosując przy tym tzw. wskaźnik realizacji, będący procentowym stosunkiem wozokilometrów faktycznie zrealizowanych do zleconych (planowanych do realizacji).